# رسائل لاكيش
إن Lachish Letters أو رسائل لاكيش، التي تسمى أحيانًا رسائل هوشياه، هي سلسلة من الحروف المكتوبة بالحبر الكربوني تحتوي على نقوش كنعانية باللغة العبرية القديمة على الطين شقفة أثرية. اكتشفت الحروف في الحفريات في لخيش (تل الدوير).
و الشقفة الأثرية تم اكتشافها من قبل جيمس ليزلي ستاركي في يناير وفبراير 1935، خلال الحملة الثالثة لحفريات هنري ويلكوم. تم نشرها في عام 1938 من قبل هاري تورزينر (غير الاسم لاحقًا إلى نافتاي هيرز تور سينا) و درست كثيرًا منذ ذلك الحين. يوجد 17 منها حاليًا في المتحف البريطاني في لندن، عدد أقل (بما في ذلك الرسالة 6) معروض بشكل دائم في متحف روكفلر في القدس الشرقية. تُعرف النقوش الأولية باسم KAI 192-199.

## ترجمة
من المحتمل أن تكون الشقفة الفردية من نفس القدر الفخاري المكسور، ومن المرجح أنها تمت كتابتها في فترة زمنية قصيرة. كانت مكتوبة إلى ياوش (أو يعوش)، ربما الضابط المسؤول في لخيش، من هوشياهو (هوشياهو)، ضابط عسكري متمركز في مدينة قريبة من لخيش (ربما مريشة). في الرسائل، يدافع هوشعيا عن نفسه أمام ياوش بخصوص رسالة إما أنه قرأها أو لم يكن من المفترض أن يقرأها. تحتوي الرسائل أيضًا على تقارير إعلامية وطلبات من هوشيا إلى رئيسه. ربما كُتبت الرسائل قبل وقت قصير من سقوط لخيش في يد الجيش البابلي للملك نبوخذ نصر الثاني في 588/6 قبل الميلاد في عهد صدقيا، ملك يهوذا (المرجع. إرميا 34، 7).

## نص الرسائل
رقم الرسالة 1

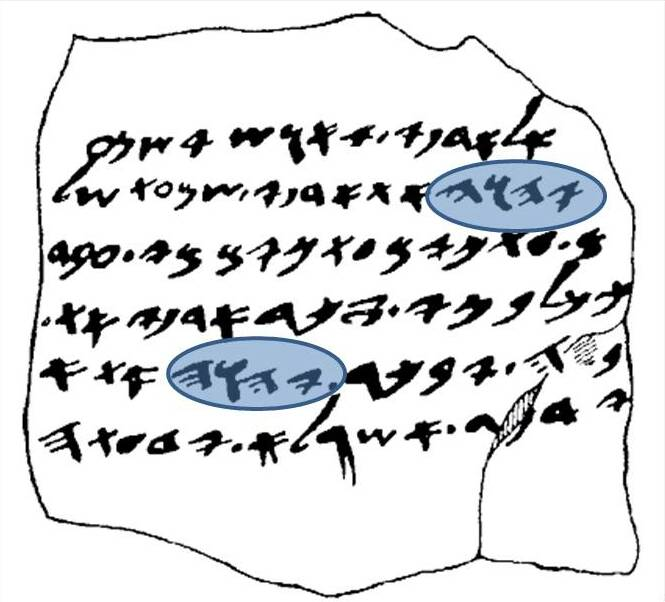
YHWH على رسائل لاكيش رقم 2

جرمياهو بن هتزليهو، يحزينهو بن تاف شاليم، شاغاف بن يحزينو، مافتيشو بن إرميا، متنياهو بن نارياهو.
رقم الرسالة 2
إلى سيدي ياوش، عسى أن يجعل سيدي يسمع بشرى(ق) السلام اليوم، في هذا اليوم بالذات! من هو خادمك، الكلب، الذي تذكره سيدي؟ قد يعرفه يهوه(؟) لسي[دي] الأمر الذي لا تعرفه.
رقم الرسالة 3
أرسل عبدك هوشياهو ليخبر سيدي ياوش: فليسمع الرب سيدي بشرى بالسلام وبشارة خير. والآن افتح أذن خادمك بخصوص الرسالة التي أرسلتها إلى خادمك مساء أمس لأن قلب خادمك مريض منذ أن أرسلتها إلى خادمك. وبقدر ما قال سيدي "ألا تعرف كيف تقرأ الرسالة؟" كما يعيش يهوه إذا حاول أي شخص أن يقرأ لي رسالة! وكل حرف يأتي لي إذا قرأته. وعلاوة على ذلك، سأمنحها على أنها لا شيء. وقد نُقل إلى عبدك: نزل قائد الجيش كنياهو بن ألتان ليذهب إلى مصر وأرسل لقائد هوداواياهو بن أهياهو ورجاله من هنا. وأما رسالة طوبياو خادم الملك التي جاءت من الرسول إلى سلوم بن يدوع قائلة:((احذر)). خادمك يرسلها إلى سيدي.
ملاحظات: يبلغ طول هذه الشقفة حوالي خمسة عشر سنتيمترا وعرضها أحد عشر سنتيمتراً وتحتوي على واحد وعشرين سطراً من الكتابة. يحتوي الجانب الأمامي على خطوط من واحد إلى ستة عشر؛ يحتوي الجانب الخلفي على خطوط من سبعة عشر إلى واحد وعشرين. هذه الشقفة مثيرة للاهتمام بشكل خاص لأنها تذكر قونياهو، الذي نزل إلى مصر، والنبي. من أجل الروابط الكتابية المحتملة وفقًا لتورتشينير، يرجى الرجوع إلى إرميا 26: 20-23.
رقم الرسالة 4
فليسمع يهوه[سيدي]، في هذا اليوم بالذات، بشرى بالخير. والآن، حسب كل ما أرسله سيدي، فقد عمل عبدك هذا. كتبت على الورقة وفقًا لكل شيء أرسلته إلي. وبقدر ما أرسل إلي سيدي بخصوص مسألة بيت هارابيد، فلا أحد هناك. وأما سيماكياهو، فقد أخذه سيماياهو وصعد به إلى المدينة. وخادمك لا يرسله إلى هناك[بعد ذلك]، ولكن عندما يحل الصباح[---]. وليعلم (سيدي) أننا نراقب إشارات النار لخيش حسب كل العلامات التي أعطاها سيدي، لأننا لا نستطيع رؤية عزق.

رقم الرسالة 5
أتمنى أن يجعل يهوه سيدي يسمع أخبار السلام والخير، [الآن اليوم، الآن هذا اليوم بالذات! من هو خادمك كلب حتى ترسل خادمك الرسائل؟ مثل] الحكيم قد أعاد خادمك الرسائل إلى سيدي. أتمنى أن يجعلك يهوه تنجح في رؤية الحصاد، في هذا اليوم بالذات! هل طوبياو من العائلة المالكة جاءت لخادمك؟

رقم الرسالة 6
إلى سيدي ياوش قد يجعل سيدي يهوه يرى السلام في هذا الوقت! من هو خادمك، كلب، الذي أرسل إليه سيدي رسالة الملك ورسائل الضابط، قل، "من فضلك اقرأ!" وهو ذا كلام[الضباط] ليس جيدا. لإضعاف يديك[وتمنع] أيدي رج[ال]. [انا اعرفهم(؟ )]. مولاي، ألا تكتب لهم قا[ئلاً]، "لماذا تتصرف بهذه الطريقة؟[...] الرفاه[. . . ]. هل الملك[. . . ] و[. . . ] حي يهوه، منذ أن قرخادمك الرسائل، لم يكن لخادمك [سلام(؟ )].
رقم الرسالة 7
يحتوي هذا الحرف على 10 أسطر على جانب واحد و 4 على الجانب الآخر، لكن الحروف غير قابلة للقراءة بسبب تآكل الطين.

رقم الرسالة 9
ليهوه يجعل سيدي يسمع[أنباء] السلام و[الخير. ويع] لم، أعط 10(أرغفة) من الخبز و 2 (برطمانات)[من نب] يذ. أرسل كلمة[إلى] خادمك عن طريق سليمياهو عما يجب أن نفعله غدًا.

## روابط خارجية
- المتحف البريطاني، Lachish Letter II